# قاسم عابدین
قاسم عابدین صدابردار و صداگذار موسیقی اهل ایران است.

## زندگی‌نامه
قاسم عابدین از سال ۱۳۵۷ با مدیریت استودیو صبا، به صدابرداری بسیاری از آثار موسیقی ایران مشغول بوده‌است. پس از انقلای سال ۱۳۵۷ ایران، او اولین مجوز رسمی فعالیت استودیو ضبط موسیقی را از وزارت ارشاد دریافت کرده‌است. او آثار آهنگسازانی نظیر: «فرهاد فخرالدینی»، «کامبیز روشن‌روان»، «ناصر چشم‌آذر»، «مهدی بزرگمهر»، «فردین خلعتبری»، «سارا نجفی» و … را ضبط و میکس کرده‌است.
مراسم تجلیل و نکوداشت قاسم عابدین به همراه «سوسن بخشایش» ، دی ۱۳۹۵ در خانه موسیقی ایران برگزار شد. همچنین در آذر ۱۳۹۶ در چهارمین جشن سالانه موسیقی ما، جایزه ویژه صدابرداری به قاسم عابدین اهداء شد.

## فعالیت‌ها
از جمله آثار موسیقی که توسط قاسم عابدین صدابرداری و ضبط شده‌است به موارد زیر می‌توان اشاره نمود:
موسیقی سریال «سربداران»، موسیقی سریال «امام علی»، موسیقی سریال «مدار صفر درجه»، موسیقی سریال «ایراندخت»، موسیقی فیلم «هامون»، موسیقی فیلم «آدم‌برفی» ، موسیقی فیلم «مردی از جنس بلور» و …